# 5778 Юрафранс
5778 Юрафранс (5778 Jurafrance) — астероїд головного поясу, відкритий 28 грудня 1989 року.
Тіссеранів параметр щодо Юпітера — 3,369.